# Parque nacional Isle Royale
El Parque Nacional Isle Royale (en inglés Isle Royale National Park) es un parque nacional situado en el estado de Míchigan, Estados Unidos. La Isla Royal es la mayor del lago Superior, con 72 kilómetros de longitud y 14 km de ancho. El parque se compone de la propia Isla Royale y múltiples islotes aledaños, así como de los 7,24 km contiguos a la línea de costa. (16USC408g). El parque fue creado el 3 de abril de 1940. En 1976 recibió la denominación de Área Salvaje y en 1981 la UNESCO le otorgó el título de Reserva de la Biosfera. En comparación con otros parques de Estados Unidos, Isle Royale es pequeño, ya que solo posee una superficie de 2314 km², de los cuales 542 km² se encuentran sobre la superficie del agua. 

## Historia
En la isla se encontraba una industria pesquera, minera y una pequeña población. Debido a la gran cantidad de islotes y peñones, los barcos eran guiados a través de una red de faros, para evitar choques. Estos faros contribuyen hoy en día no solo a regular la navegación sino a dar al parque un carácter especial. 

### Ecología

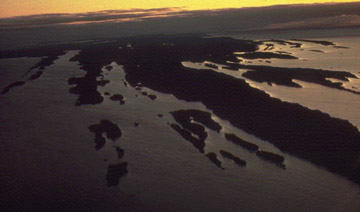
Vista area del parque.

El Parque Nacional Isle Royale es conocido por sus colonias de lobos y alces. Los científicos estudian en este parque las relaciones entre predadores en un área tan reducida. Se estima que en la isla hay 9 lobos y mil alces, aunque las cifras varían bastante cada año. En algunos años, con inviernos duros, los animales emigran a través de las placas de hielo que se forman en el lago hacia Canadá. Para proteger a la colonia de lobos, está prohibido el acceso de perros al parque, ya que estos podrían portar enfermedades nefastas para los lobos.

## Actividades
Existe un sendero en el centro de la isla que recorre 60 km del parque, casi la totalidad del mismo. Normalmente se hace en una excursión que dura entre 4 o 5 días. Una vez llegado al final, se puede tomar un barco que lleve a las personas hasta el punto de origen En total hay 265 kilómetros de senderos. También se pueden alquilar kayaks y canoas para recorrer las pequeñas bahías y los lagos que hay en la propia isla.

## Servicios

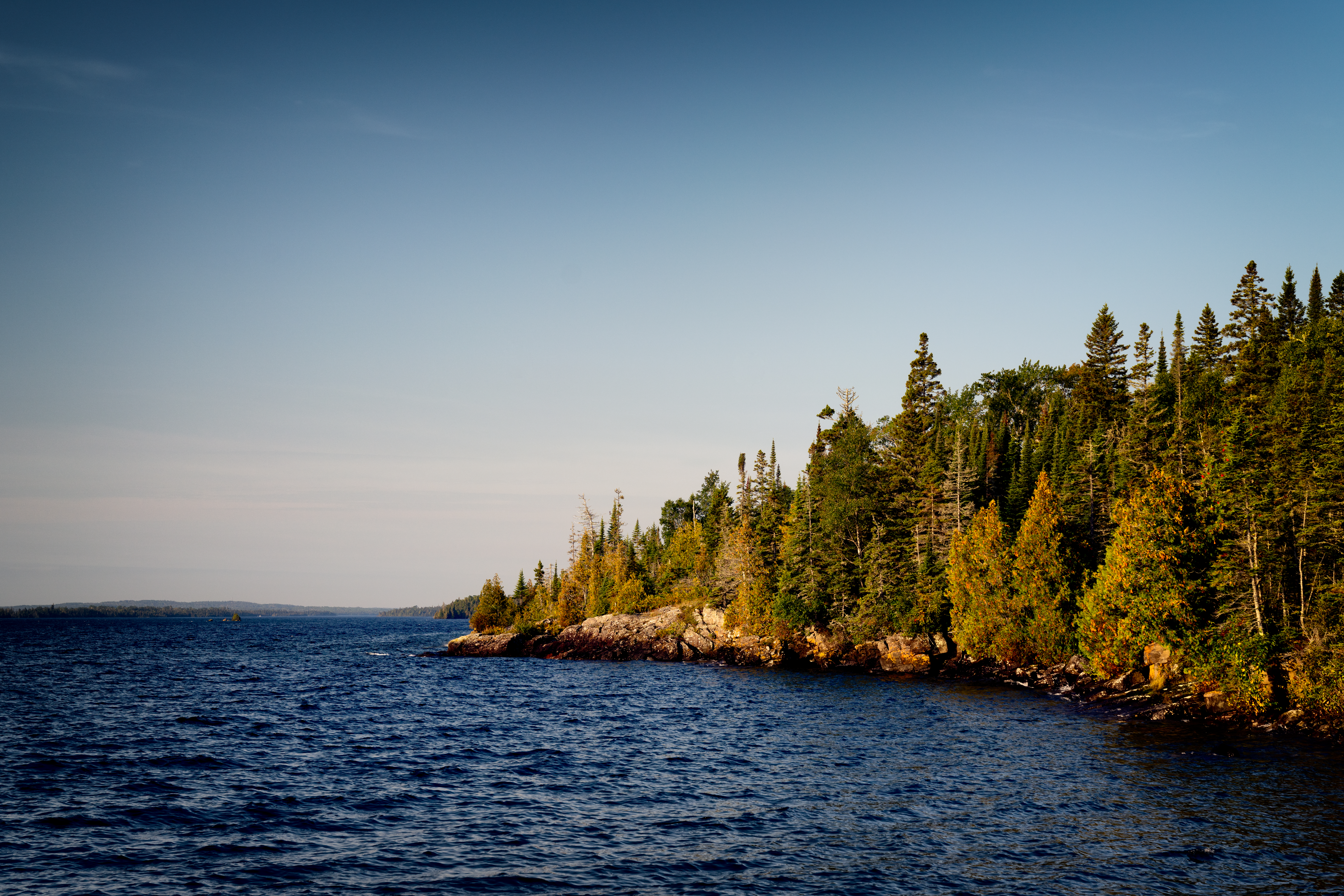
La escarpada costa del Parque Nacional Isle Royale, vista desde los muelles de Rock Harbor.

El parque posee dos áreas desarrolladas. Windigo, en el suroeste de la isla es el puerto a donde arriban los ferries procedentes de Minnesota. Hay una zona de acampada, duchas y cafeterías. Rock Harbor en la zona noreste es el lugar a donde arriban los barcos de Míchigan. En este lugar existe un área de acampada, un refugio, restaurantes y duchas. 
El único lugar donde se puede pernoctar es en el refugio de Rock Harbor o en los 36 cámpines que se reparten por la isla. Algunos solo son accesibles a través de un barco privado, otros solo a través de senderos peatonales o mediante kayaks y canoas por encontrarse en islas dentro de los lagos. Los camping difieren en tamaño aunque normalmente están dotados de casetas de madera y poseen lugares acondicionados para montar una pequeña tienda de campaña. En algunos lugares caben tiendas de hasta 10 personas pero es necesario un permiso especial para montarlas. En casi todos los lugares están prohibidas las hogueras. El agua para beber y cocinar se debe recoger del lago Superior o de los lagos de la isla, siendo necesario su filtrado para evitar los parásitos. Está prohibido cazar aunque se permite la pesca y la recogida de bayas comestibles por los senderos.

## Acceso

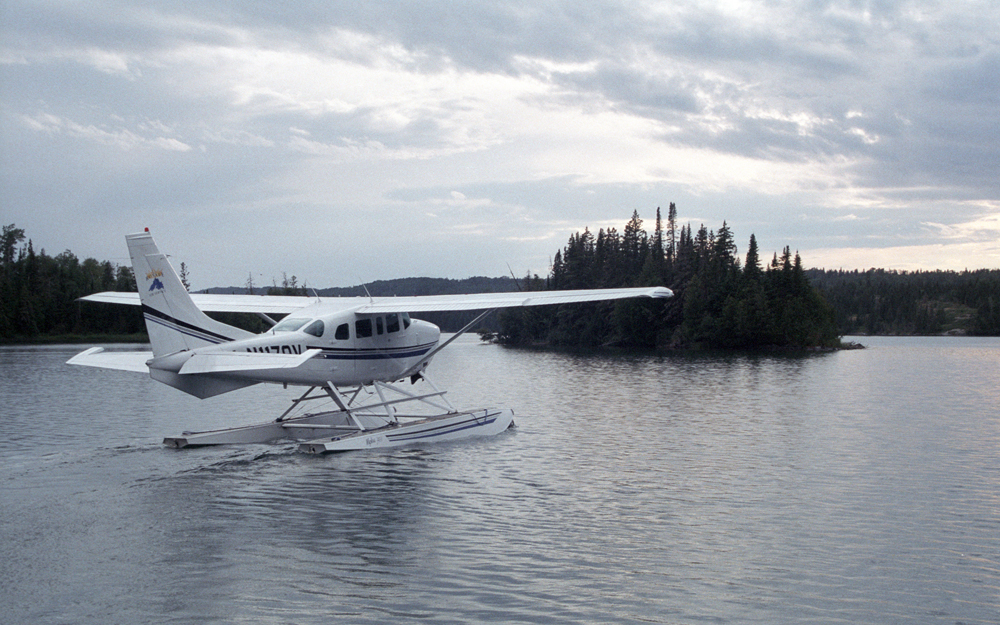
Hidroavión despegando en Windigo.

Al parque se puede acceder a través de hidroaviones o ferries durante los meses de verano. Los ferries parten desde Minnesota y Míchigan. Los barcos privados suelen partir desde Thunder Bay, en Canadá por ser la ciudad más cercana. 
La Isla Royale no se puede visitar en un solo día debido a la lentitud del transporte. Los ferries tardan entre 6 o 7 horas en acceder a la isla por lo que solo quedarían 3 horas para visitar el parque. Además hay que tener en cuenta que se pueden sufrir retrasos o incluso cancelaciones si las condiciones meteorológicas no son las adecuadas. 
El Ranger III es un barco de 50 metros operado por el Servicio Nacional de Parques. Se dice de él que es el mayor equipamiento que posee el Sistema Nacional de Parques. Puede transportar a 125 personas además de sus kayaks y canoas. Parte desde Houghton, Míchigan. El viaje dura 6 horas pasando la noche en la isla para partir al día siguiente. Cada semana se realizan dos viajes entre los meses de junio y septiembre. El Isle Royale Queen que parte desde Minnesota y el Voyageur, que parte de Míchigan realizan el trayecto hasta tres veces en semana durante la temporada alta. 
Debido a la dificultad del transporte y de la supervivencia en el mundo salvaje, el parque cierra en invierno. A causa de las grandes dificultades de acceso al parque menos de veinte mil personas lo visitan al año, menos visitas que las que recibe el parque más visitado en un solo día.

## Lista de Islas
- Amygdaloid Island – con una estación de rangers.
- Beaver Island – con campamento.
- Belle Isle – con campamento.
- Caribou Island – con campamento.
- Grace Island- con campamento.
- Johns Island
- Long Island
- Menagerie Island – con faro.
- Mott Island – con oficinas del Servicio Nacional de Parques.
- Passage Island – con faro y un pequeño sendero.
- Raspberry Island – con un sendero natural.
- Rock of Ages – con faro.
- Ryan Island – La mayor isla de agua dulce del mundo.
- Tookers Island – tiene un campamento.
- Washington Island
- Wright Island